# 巴利亞里級巡防艦
巴利亞里級（Baleares）是西班牙海軍在1970年代建造的巡防艦，共有五艘。該級是美國諾克斯級巡防艦的改良版本。與原版的主要不同是取消了後段甲板的海麻雀飛彈和直升機操作設備，由標準飛彈及配套設備取代，原本的低頻聲納則由SQS-23G中頻聲納，艦尾裝有兩個Mk25魚雷發射管，以發射Mk 37魚雷，而SQS-35可變深度聲呐則被保留。

## 簡介
在1953年美西軍事防衛協定簽訂後，美國為西班牙挹注大筆軍經援助，換取西班牙港口使用權及承擔北約在大西洋與蘇聯海軍對抗的責任。後來的幾年間美國贈送了5艘弗萊徹級驅逐艦及藍鳥級掃雷艦給西班牙；在1961年，西班牙開始規劃下一代軍艦的建造計畫，原本首選是英國的利安德級巡防艦，但是英國執政的工黨政府不喜歡當時仍為佛朗哥執政的獨裁西班牙政府，所以不願意輸出技術，1964年協商破局。後來西班牙找上了美國，並將原本的反潛艦需求增加為兼顧防空與反潛的多功能軍艦，巴里阿利級取消了伸縮直昇機庫，將直昇機甲板用來安裝MK-22 Mod0發射器，這是MK-13的小型版，彈艙只能裝填16枚標準SM-1防空飛彈，艦尾上方安裝一個SPG-51照明雷達來導引SM-1。美西兩國在1966年5月達成共識，美國技術轉移諾克斯級巡防艦的技術與改造規劃，協助西班牙製造國產新型軍艦。但是興建規模仍受美國制約，因此只建造5艘。
五艘巴利亞里級護衛艦曾經多次升級系統，包括安裝了西班牙的TRITAN戰鬥資料系統，電子戰系統也使用了國產設備進行升級，艦舯加裝Mk 36 SROC干擾發射器、安裝兩座四聯魚叉導彈發射器，以及兩座梅羅卡近迫武器系統。原來的SQS-23G聲納則由在西班牙建造具備有限度低頻操作模式的DE-1160LF所取代，Mk25魚雷發射管亦被撤除，以騰出空間改裝成為女性船員的住艙。
巴利亞里級護衛艦現已全部退役，由阿爾瓦羅·巴贊級巡防艦替代。

## 各艦列表
| 艦名             | 編號 | 下水           | 服役           | 現況              |
| ---------------- | ---- | -------------- | -------------- | ----------------- |
| 巴利亞里號       | F71  | 1970年8月20日  | 1973年9月24日  | 2004年退役        |
| 安達盧西亞號     | F72  | 1971年3月30日  | 1974年5月23日  | 2005年退役        |
| 加泰羅尼亞號     | F73  | 1971年11月3日  | 1975年1月16日  | 2004年退役        |
| 阿斯圖里亞斯號   | F74  | 1972年3月13日  | 1975年12月5日  | 2009年6月30日退役 |
| 埃斯特雷馬杜拉號 | F75  | 1972年11月21日 | 1976年11月10日 | 2006年退役        |